# Hlavoš

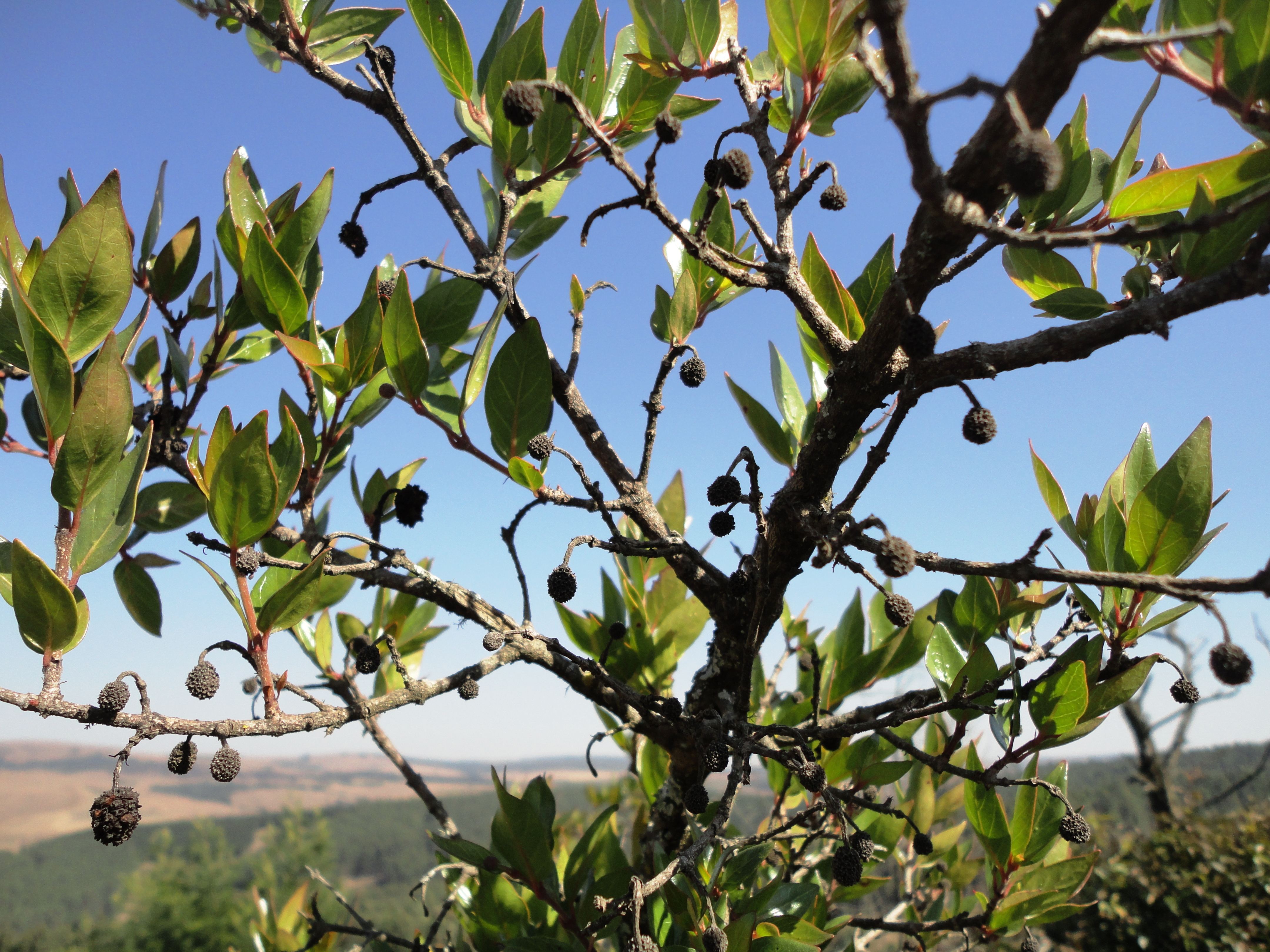
Africký hlavoš Cephalanthus natalensis

Hlavoš (Cephalanthus) je rod rostlin patřící do čeledi mořenovité (Rubiaceae). Jsou to dřeviny se vstřícnými jednoduchými listy a bílými květy v nápadných hustých kulovitých květenstvích. Rod zahrnuje 6 druhů a je rozšířen v Americe, Asii a Africe. V českých botanických zahradách a arboretech je občas pěstován severoamerický hlavoš západní.

## Popis
Hlavoše jsou opadavé nebo stálezelené keře či nízké stromy bez trnů. Listy jsou dvouřadě uspořádané, vstřícné nebo přeslenité, celokrajné, s opadavými nebo vytrvalými, trojúhelníkovitými, interpetiolárními palisty. Květy jsou uspořádány v kulovitých mnohakvětých hlávkách. Květenství jsou vrcholová nebo v úžlabích nejhořejších listů. Květy jsou bílé až smetanové, přisedlé, oboupohlavné, pravidelné. Kalich tvoří čtyřlaločný lem. Koruna je nálevkovitá až řepicovitá, srostlá, na vrcholu čtyřlaločná. Tyčinky jsou 4, s krátkými nitkami, přirostlé ke stěně korunní trubky a částečně vyčnívající. Semeník je dvoupouzdrý a nese dlouhou čnělku. V každém pouzdru je jediné vajíčko. Plodem je suchý schizokarp, rozpadající se na 2 nepukavá, jednosemenná merikarpia. Semena jsou středně velká, s bílým houbovitým míškem.

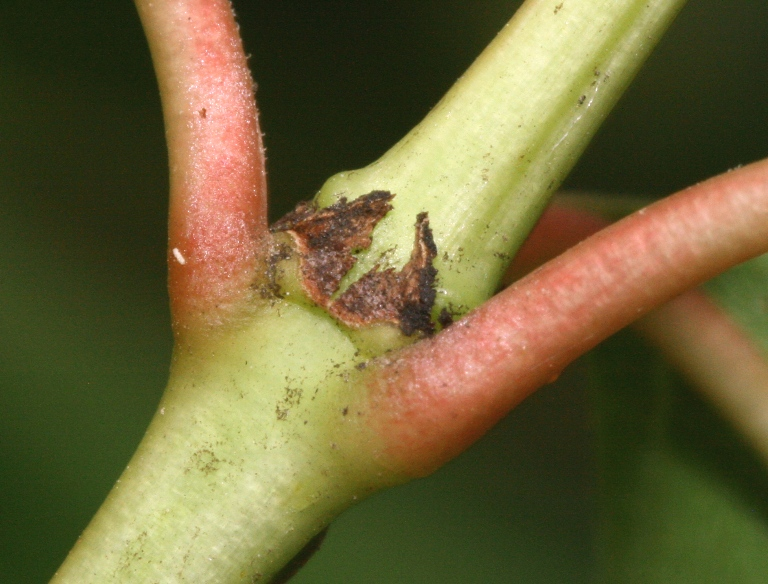
Detail větévky hlavoše západního s bázemi řapíků a palisty
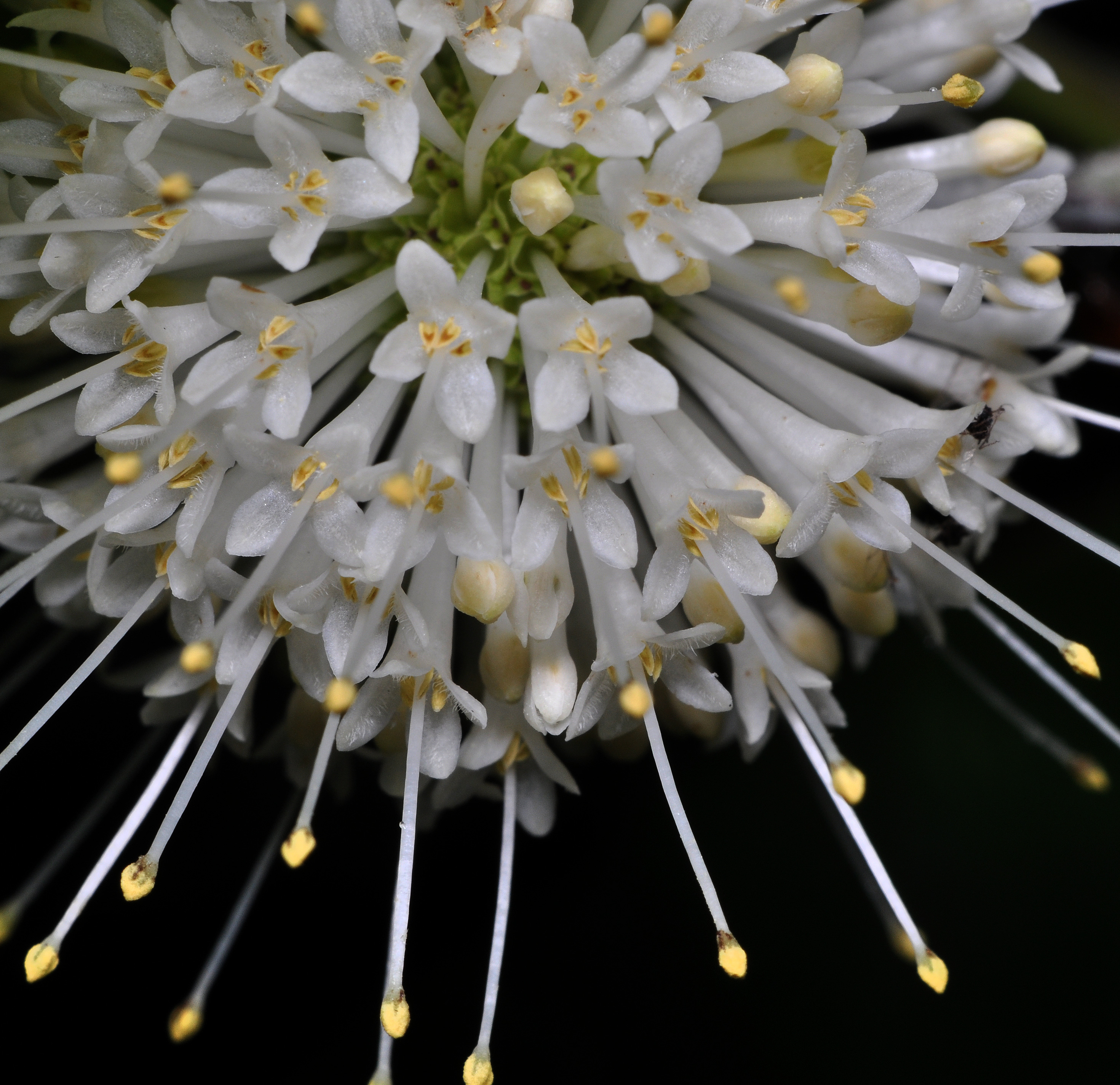
Detail květů hlavoše západního
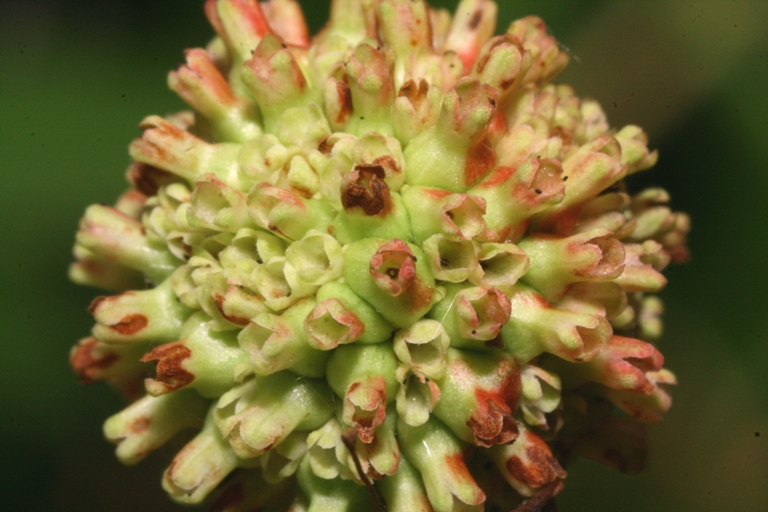
Mladé plodenství hlavoše západního
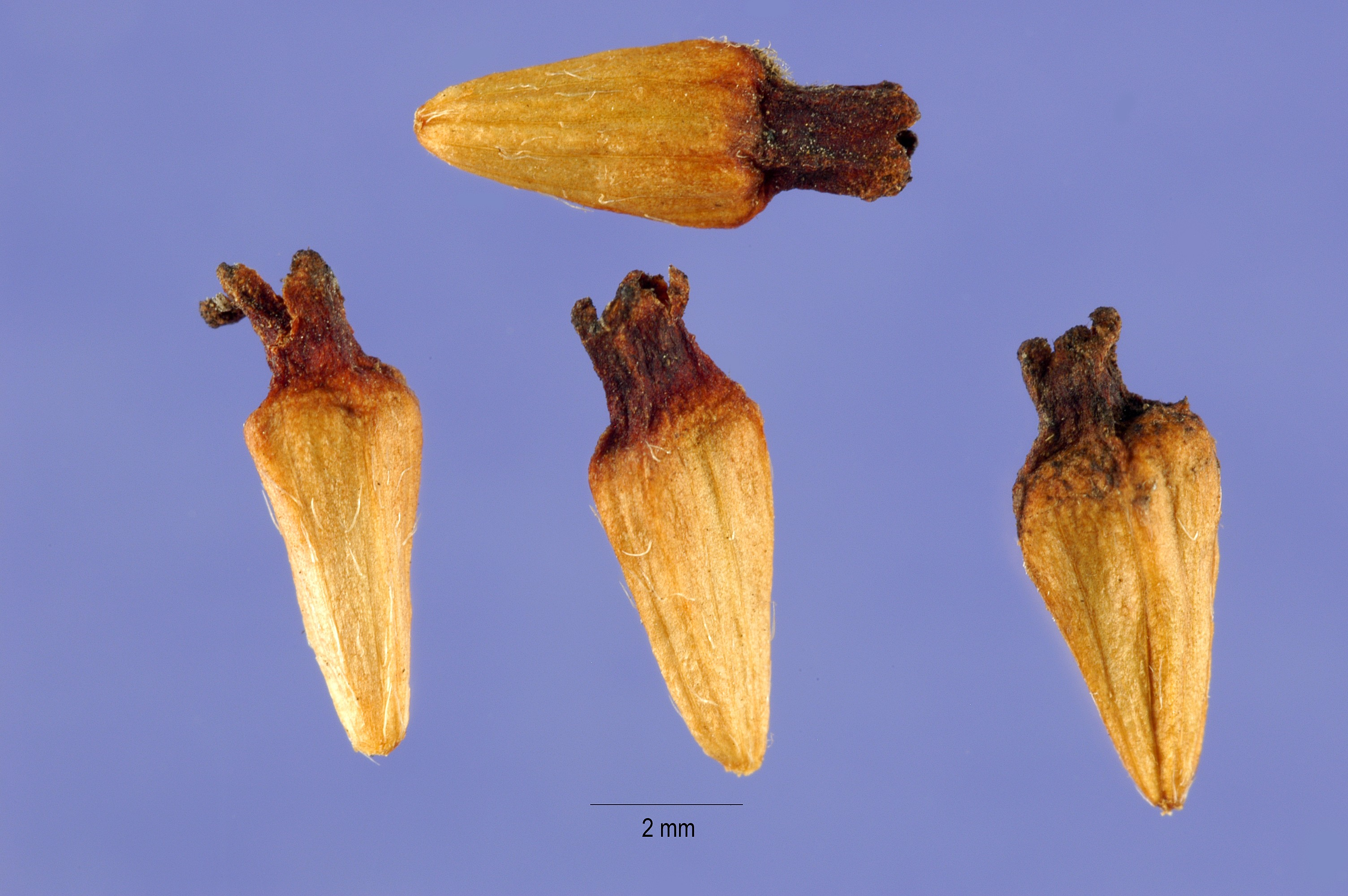
Suché plody hlavoše západního

## Rozšíření
Rod hlavoš zahrnuje 6 druhů. Tři druhy se vyskytují v Americe, dva v Asii a jeden v Africe. V Evropě se žádný zástupce tohoto rodu nevyskytuje.

## Ekologické interakce
Hlavoš západní je opylován zejména motýly s dlouhými sosáky a včelami. Samoopylení je zabráněno proterandrií. Nejprve v květenství dozrávají prašníky a květy jsou funkčně samčí. Pyl se v květu vypráší na dosud nezralé čnělky, které se poté prodlužují a pyl je z nich setřen hmyzími návštěvníky. Teprve potom blizny dozrávají, stanou se lepkavými a přijímají pyl který na sobě přinášejí hmyzí opylovači.

## Obsahové látky
Hlavoše obsahují podobně jako mnohé jiné rostliny z čeledi mořenovité různé alkaloidy. U hlavoše západního je to zejména cephalantin, cephalin a rhynchophyllin.

## Zástupci
- hlavoš západní (Cephalanthus occidentalis)

## Význam
Hlavoš západní je zřídka pěstován jako okrasný keř. Je vysazen např. v Dendrologické zahradě v Průhonicích, v Průhonickém parku, v Arboretu Žampach a v Arboretu MU v Brně. O pěstování jiného druhu v ČR nejsou žádné dostupné informace.
Severoameričtí indiáni využívali hlavoš západní jako léčivou rostlinu např. při bolestech zubů, při průjmech, horečce a jako tonikum. Vnitřní kůra sloužila jako emetikum.

## Přehled druhů
- Cephalanthus angustifolius - Vietnam, Laos
- Cephalanthus glabratus - Brazílie až sv. Argentina
- Cephalanthus natalensis - j. Tanzanie až Jihoafrická republika
- Cephalanthus occidentalis - v. Kanada až Střední Amerika, Kuba
- Cephalanthus salicifolius - Texas až Střední Amerika
- Cephalanthus tetrandra - Indie a Čína až Vietnam